# Völkerball
Völkerball (doslova vybíjená) je DVD od skupiny Rammstein které vyšlo 17. listopadu 2006 v Německu a 20. listopadu 2006 v České republice. Je to shrnutí koncertů v Nîmes (Francie), Moskvě (Rusko), Tokiu (Japonsko) a Londýně (Anglie).

## Track list DVD

### Nimes
1. Reise, Reise
2. Links 2-3-4
3. Keine Lust
4. Feuer frei!
5. Asche zu Asche
6. Morgenstern
7. Mein Teil
8. Stein um Stein
9. Los
10. Du riechst so gut
11. Benzin
12. Du hast
13. Sehnsucht
14. Amerika
15. Rammstein
16. Sonne
17. Ich will
18. Ohne dich
19. Stripped

### Londýn
1. Sonne
2. Rein raus
3. Ohne dich
4. Feuer frei!

### Tokio
1. Mein Teil
2. Du hast
3. Ohne dich
4. Los - Trailer

### Moskva
1. Moskau (Special)

## Track list CD

### Nimes
1. Intro
2. Reise, Reise
3. Links 2-3-4
4. Keine Lust
5. Feuer frei!
6. Asche zu Asche
7. Morgenstern
8. Mein Teil
9. Los
10. Du riechst so gut
11. Benzin
12. Du hast
13. Sehnsucht
14. Amerika
15. Sonne
16. Ich will

## DVD dokument (Součást pouze limitované a speciální edice)
1. Dokument „Anakonda im Netz“" - 60 minut
2. Making of the album „Reise, Reise“ - 25 minut